# Oxacis megathoracica
Oxacis megathoracica is een keversoort uit de familie schijnboktorren (Oedemeridae). De wetenschappelijke naam van de soort is voor het eerst geldig gepubliceerd in 1960 door Arnett.